# علم الأمراض السريري

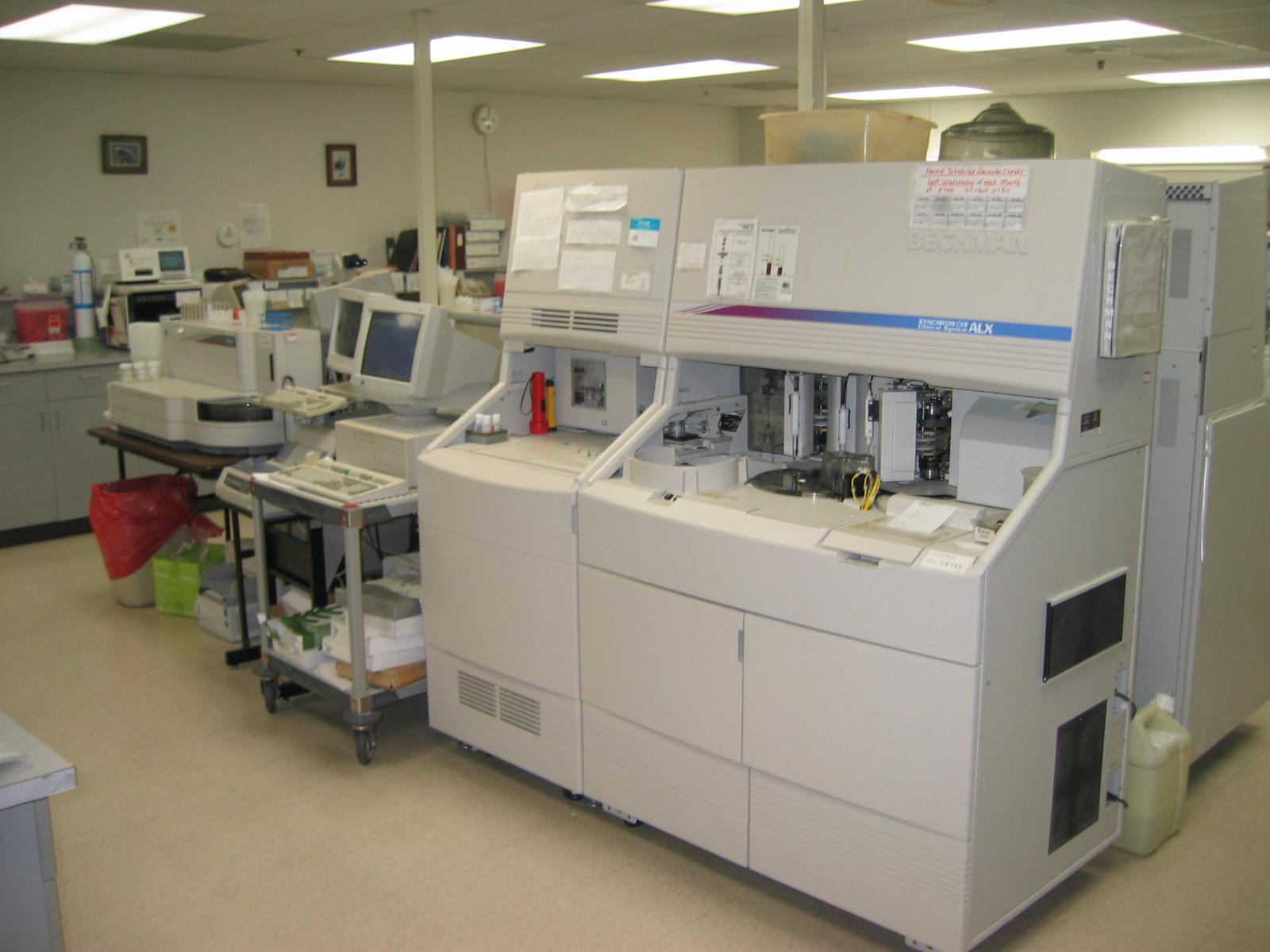
محلل كيميائي في أحد المختبرات

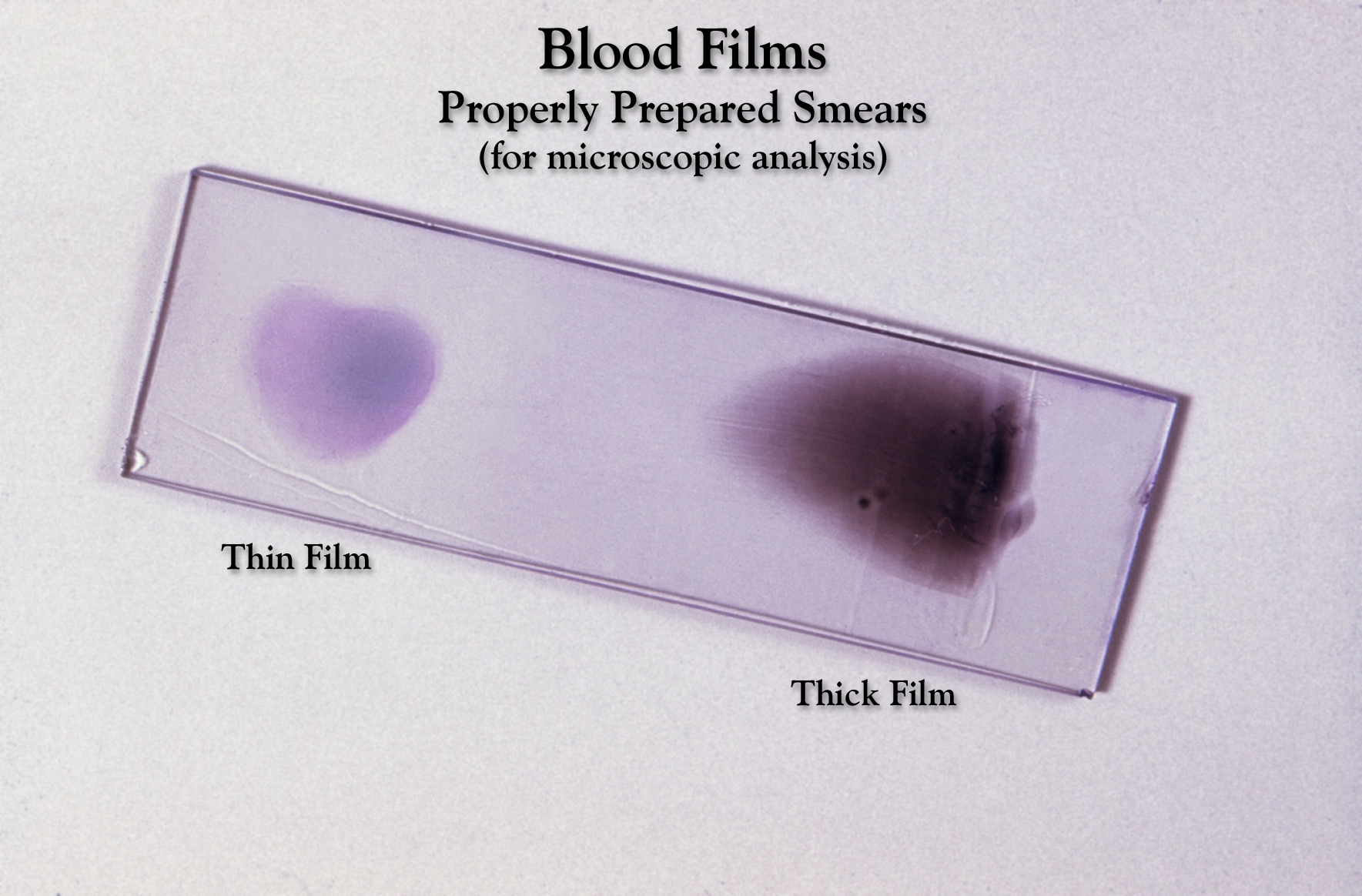
عينة دم على شريحة. مصبوغة وجاهزة للاختبار

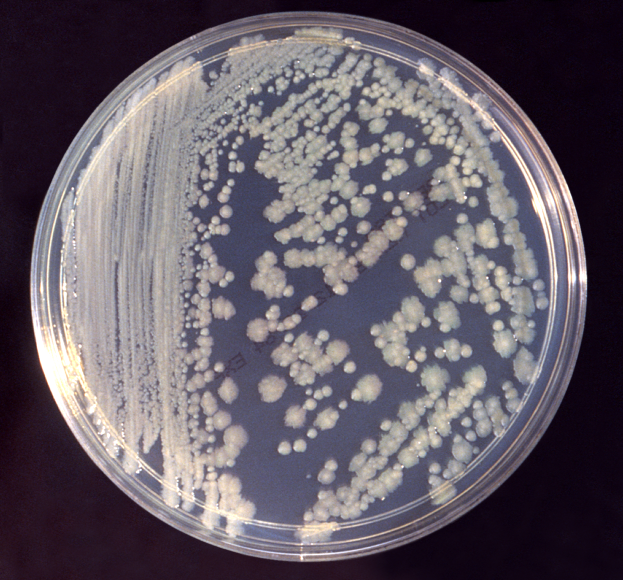
صورة توضح اختبار للبكتيريا

علم الأمراض السريري يعرف بعلم الأمراض السريرية في (الولايات المتحدة وبريطانيا وايرلندا والكومنولث، البرتغال، البرازيل، إيطاليا، اليابان، بيرو)، ويعرف بطب المختبرات في (ألمانيا، رومانيا، بولندا، أوروبا الشرقية)، والتحليل السريري في (إسبانيا) أو الطب السريري (فرنسا، بلجيكا، هولندا، النمسا، شمال وغرب أفريقيا وغيرها)، وهو التخصص الطبي الذي يختص بتشخيص المرض بالاستناد إلى التحليل المختبري لسوائل الجسم، مثل الدم والبول، والأنسجة أو مقتطفات من الجسم باستخدام أدوات الكيمياء وعلم الأحياء المجهرية، وعلم أمراض الدم وعلم الأمراض الجزيئي. وهذا النوع من التخصص يتطلب الإقامة الطبية.

## الرخصة والتخصصات الفرعية
هناك العديد من التخصصات الفرعية التي تندرج تحت علم الأمراض السريري حيث أن المجلس الأمريكي لعلم الأمراض السريرية يعترف بالتخصصات التالية كتخصصات ثانوية لعلم الأمراض السريري:
- الباثولوجيا الكيميائية، وتعرف أيضاً بالكيمياء السريرية.
- باثولوجيا الدم.فصائل الدم

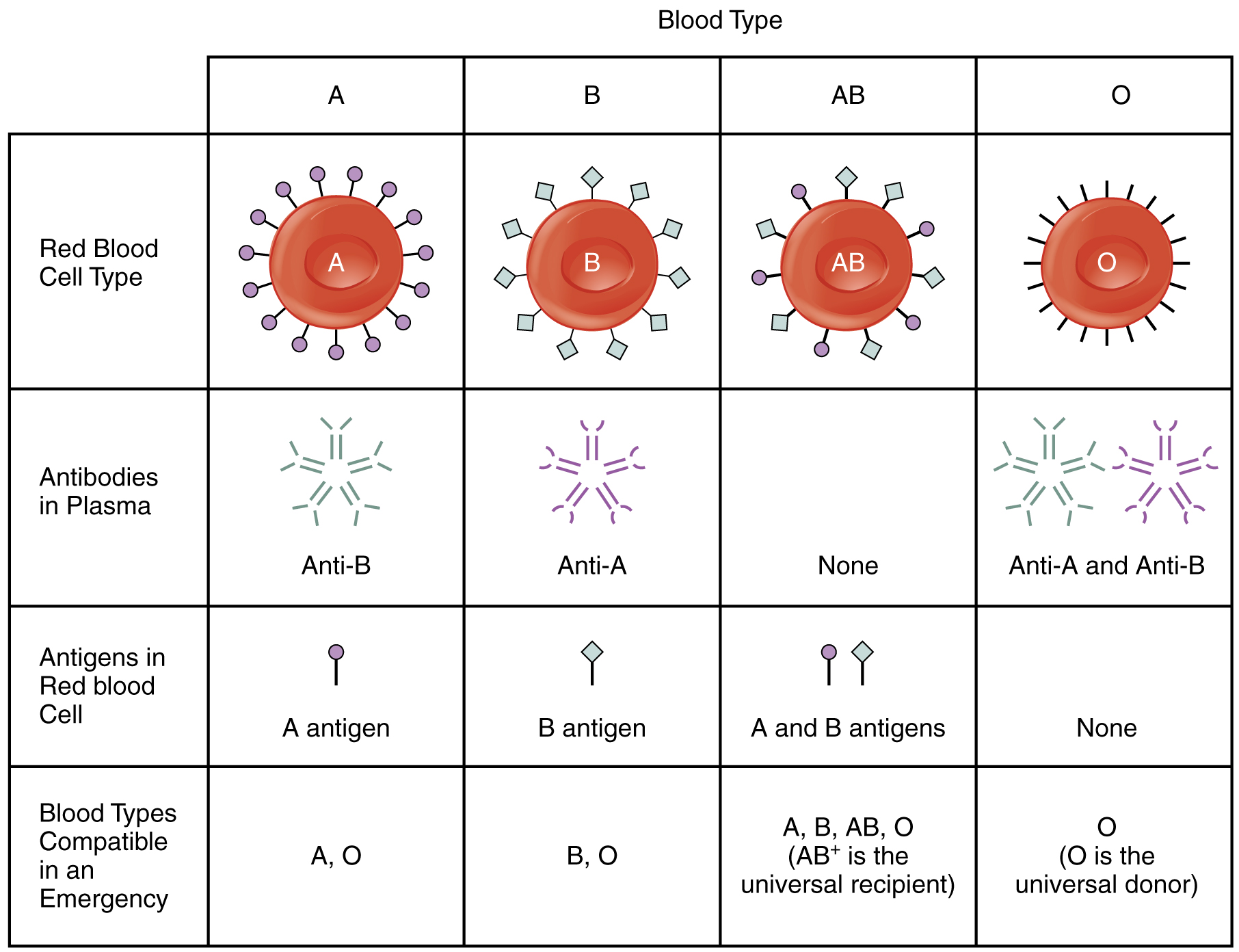
فصائل الدم

- بنوك الدم - طب نقل الدم.بنك الدم الخاص بالمعهد القومي للصحة
- علم الأحياء الدقيقة السريرية
- علم الوراثة الخلوية.
- علم الأمراض الوراثية الجزيئية.

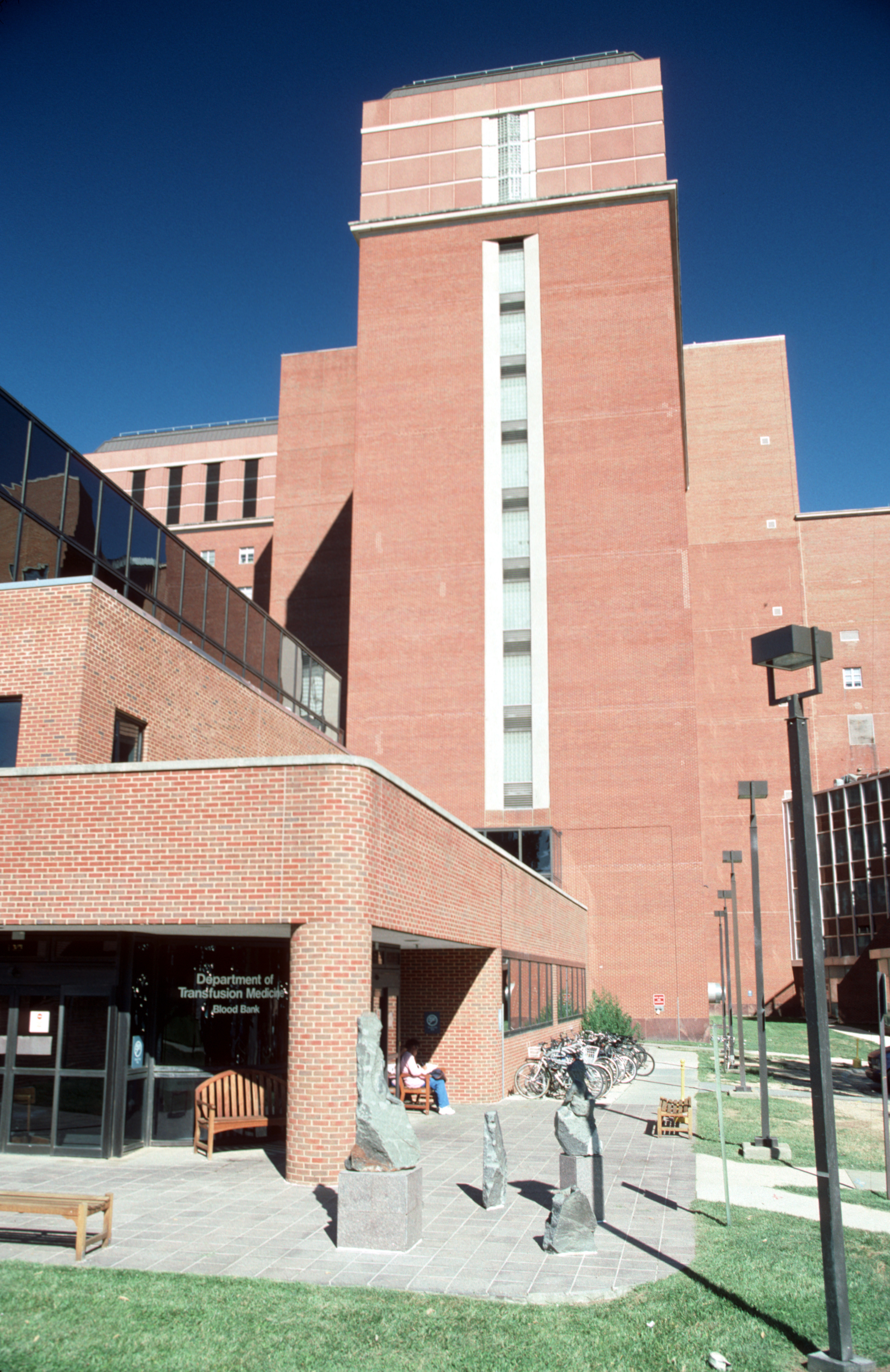
بنك الدم الخاص بالمعهد القومي للصحة

و في بعض البلدان تقع التخصصات الفرعية الأخرى تحت مسئولية متخصصي الاحياء السريرية:
- بيولوجيا التناسل بما في ذلك تكنولوجيا المساعدة على الإنجاب، بنك الحيوانات المنوية وتحليل السائل المنوي.
- الباثولوجيا المناعية.

## التنظيم
متخصصي الأمراض السريرية غالبا ما يكونون أطباء، إلا أن العديد من الدول في جنوب أمريكا وأوروبا وأفريقيا وآسيا، تتيح مكانية ممارسة هذا التخصص من قبل غير الأطباء، مثل الصيدلي ولكن بعد عدد متغير من سنوات الإقامة الطبية.

### في الولايات المتحدة الأمريكية
يعمل متخصصي الأمراض السريرية من الأطباء في تعاون وثيق مع علماء الأمراض السريرية (علماءالكيمياء الحيوية السريرية، علماء الاحياء المجهرية السريرية، الخ)، والتكنولوجيا الطبية، ومديري المستشفيات، والأطباء في إشارة لضمان الدقة والاستفادة المثلى من الفحوصات المخبرية.
علم الأمراض السريري هو واحد من اثنين من انقسامات كبيرة من الأمراض، القسم الآخر هو علم الأمراض التشريحي. في كثير من الأحيان يمارس الأطباء على حد سواء علم الأمراض التشريحي والسريري، وهو مزيج يعرف أحيانا باسم علم الأمراض العام. وتوجد تخصصات مماثلة في علم الأمراض البيطرية.
علم الأمراض السريري في حد ذاته ينقسم إلى التخصصات الفرعية، أهمها الكيمياء السريرية وتحاليل أمراض الدم / بنك الدم، باثولوجيا الدم وعلم الأحياء الدقيقة السريرية وبعض التخصصات الفرعية مثل تشخصيات الأمراض الجزيئية والبروتينات الجزيئية الناشئة.
العديد من مجالات علم الأمراض السريرية تتداخل مع علم الأمراض التشريحي، ويشمل هذا التداخل الأمراض المناعية، التدفق الخلوي وعلم الأحياء المجهرية وعلم الوراثة الخلوية وأي فحص يتم على الأنسجة. التداخل بين علم الأمراض التشريحية والسريرية يتوسع إلى تشخيص الأمراض الجزيئية والبروتينات الجزيئية.

#### في أوروبا
في الآونة الأخيرة، اختار الاتحاد الأوروبي للكيمياء السريرية وطب المختبرات اسم «المتخصصين في الطب المخبري» لتعريف كل علماء الأمراض السريرية الأوروبيين، بغض النظر عن تدريبهم (طبيب أو صيدلي).
و في فرنسا، يسمى علم الأمراض السريرية علم الأحياء الطبي ويمارس من قبل كل من الطبيب والصيدلي على حدٍ سواء بشرط أن لا تقل مدة الإقامة الطبية عن أربع سنوات. ويسمى المختصصين في هذا الانضباط بـ«متخصصي علم الأحياء الطبية» الذي يترجم حرفياً إلى الأحياء السريرية بدلا من «علم الأمراض السريرية».

## مكان العمل
يتم العمل في المختبرات السريرية أوالإكلينيكية: هو مختبر يقوم عادةً بإجراء الفحوص على العينات السريرية للحصول على معلومات عن صحة المريض كجزء من التشخيص والعلاج والوقاية من الأمراض.

### الأقسام
طب المختبرات ينقسم في العموم إلى شقين، كل واحد منهما يتشعب إلى عدة وحدات. هذه الشقين الإثنين هي:

#### علم الأمراض التشريحي
علم الأمراض التشريحي: الوحدات التي يتضمنها هذا الشق هم علم أمراض الأنسجة، وعلم أمراض الخلية، علم الأمراض، وقسم المجاهر الإلكترونية. تُدرس كل وحدة من هذه الوحدات مستقلة في منهج أكاديمي. وينضم لهذا الشق كذلك مناهج أخرى تشمل التشريح، ووظائف الأعضاء (الفيزيولوجيا)، وعلم الأنسجة، وعلم الأمراض، وعلم علل الوظائف (أمراض الفيزيولوجيا).

#### علم الأمراض السريرية

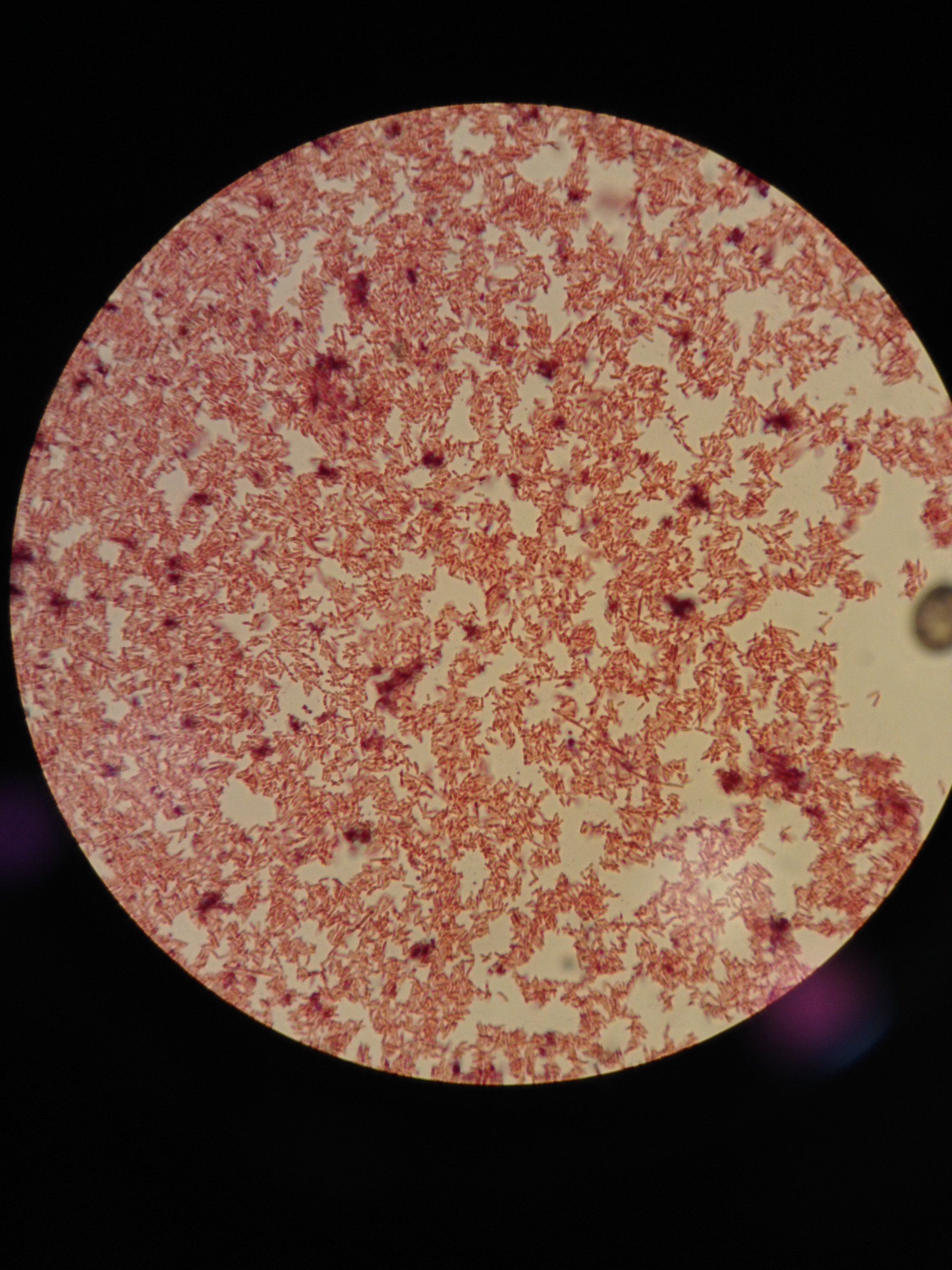
بكتيريا مصبوغة بصبغة غرام وجاهزة للاختبار

ويشمل علم الأمراض السريرية الأقسام التالية:
- الأحياء الدقيقة السريرية (الميكروبايولوجي الطبي): وهذا يحوي خمسة وحدات كل وحدة علم بذاته. وتشمل علوم البكتيريا، والفيروسات، والطفيليات، والمناعة، والفطريات.صورة مجهرية للبكتيريا

صورة مجهرية للبكتيريا

- الكيمياء السريرية (الإكلينيكية): الوحدات التابعة له تشمل التحليل الآلي لمكونات الدم، والإنزيمات، والسموم، والغدد الصماء.
- علم الدم: هذا القسم يشمل التحليل اليدوي وكذلك التحليل الآلي لخلايا الدم، ويندرج تحته قسمان علم التخثر، وبنك الدم.
- الجينات: تُدرس أيضا في تخصص المختبرات ولها أقسام مخبرية منها الجينات الخلوية.
- علم أحياء التناسل: تحليل المني، بنك الحيوانات المنوية، وتقنيات دعم التناسل (للأزواج الذين يجدون صعوبة في نجاح الحمل).

توزيع المختبرات الطبية في المؤسسات الصحية يختلف اختلافا كبيرا من مكان إلى آخر. على سبيل المثال، في علم الأحياء المجهرية، بعض المرافق الصحية لديها مختبر واحد لعلم الأحياء الدقيقة، في حين أن البعض الآخر لديهم مختبر مستقل لكل وحدة، بدون شئ يسمى مختبر «علم الأحياء الدقيقة».
وفيما يلي بيان تفصيلي لمسؤوليات كل وحدة:
- علم الاحياء الدقيقة: يتلقى علم الأحياء الدقيقة تقريبا أي عينة سريرية، بما في ذلك مسحات، البراز والبول والدم والبلغم، السائل المخي الشوكي، السائل الزليلي، وربما الأنسجة المصابة كذلك. العمل هنا هو يهتم بشكل أساسي بالثقافات، للبحث عن مسببات الأمراض المشتبه بها وإذا وجدت يتم تحديد المزيد على أساس الاختبارات البيوكيميائية. أيضا، يتم اختبار الحساسية لتحديد ما إذا كانت مسببات المرض حساسة أو مقاومة للأدوية المقترحة. والنتائج التي يتم الحصول عليها توضح الكائن الغريب أو المسبب للمرض ونوع وكمية الأدوية التي ينبغي أن توصف للمريض.
- علم الطفيليات: المسؤول عن فحص الطفيليات، يمكن فحص عينات من البراز للبحث عن أدلة على الطفيليات المعوية مثل الدودة الشريطية أو ديدان غيرها.
- علم الفيروسات: يختص بالكشف عن الفيروسات في عينات مثل الدم والبول، والسائل المخي الشوكي.
- علم أمراض الدم: يعمل على عينة الدم الكاملة للقيام بحساب كامل للدم فضلا عن العديد من الاختبارات المتخصصة الأخرى.
- التخثر: يتطلب التخثر عينات من الدم مع السيترات لتحليل عدد مرات تخثر الدم وعوامل التخثر.
- علم الكيمياء الحيوية السريرية: عادة ما يتلقى هذا القسم السائل الدموي أو البلازما. يتم اختبار السائل الدموي للمواد الكيميائية الموجودة في الدم. والتي تشمل مجموعة واسعة من المواد، مثل الدهون والسكر في الدم، والإنزيمات، والهرمونات.
- علم السموم: يختبر بشكل أساسي الأدوية والعقاقير المنشطة. يتك تحليل البول والدم كعينات لهذا المختبر.
- علم المناعة / الأمصال: يستخدم مفهوم تفاعل ضد مستضد كأداة تشخيصية. كما يتم تحديد توافق الجسم للأعضاء المزروعة.
- علم الدم والمناعة: يختص هذا العلم ببنك الدم وتحديد فصائل الدم، ويؤدي أيضا اختبار توافق الدم للمانحين وللمتلقين. وتجهز كذلك مكونات الدم، والمشتقات، والمنتجات المطلوبة لنقل الدم.يتم تنظيم هذه العملية بواسطة إدارة الاغذية والعقاقير منذ اعتبر التبرع بالدم دواء، وهذه الوحدة تحدد نوع دم المريض وحالة عامل ريسس للتحقق من الأجسام المضادة للمستضدات المشتركة التي وجدت في خلايا الدم الحمراء.
- تحليل البول: يختبر البول للعديد من التحاليل. بعض مقدمي الرعاية الصحية لديهم مختبر تحليل البول، والبعض الآخر لا، بدلا من ذلك، يتم تحليل كل عنصر من عناصر البول في الوحدة المناظرة. إذا كان المطلوب هو قياس المواد الكيميائية في البول، تتم معالجة العينة في مختبر الكيمياء الحيوية السريرية، ولكن إذا تمت الإشارة إلى دراسات الخلية، ينبغي أن تقدم عينة إلى مختبر الباثولوجيا الخلوية، وهلم جرا.
- علم تشريح الأنسجة: يعتمد على عمليات ازالة الأنسجة الصلبة من الجسم (خزعات) من أجل التقييم على المستوى المجهري.
- علم الأمراض الخلوية: يدرس مسحات من الخلايا من جميع أنحاء الجسم (مثل من عنق الرحم) لدليل على التهاب، والسرطان، وغيرها من الحالات.
- المجهر الإلكتروني: يجهز العينات ويحصل على صور ميكروسكوبية من التفاصيل الدقيقة جدا عن طريق المجهر الإلكتروني النافذ والمجهر الالكترونى الباحث.

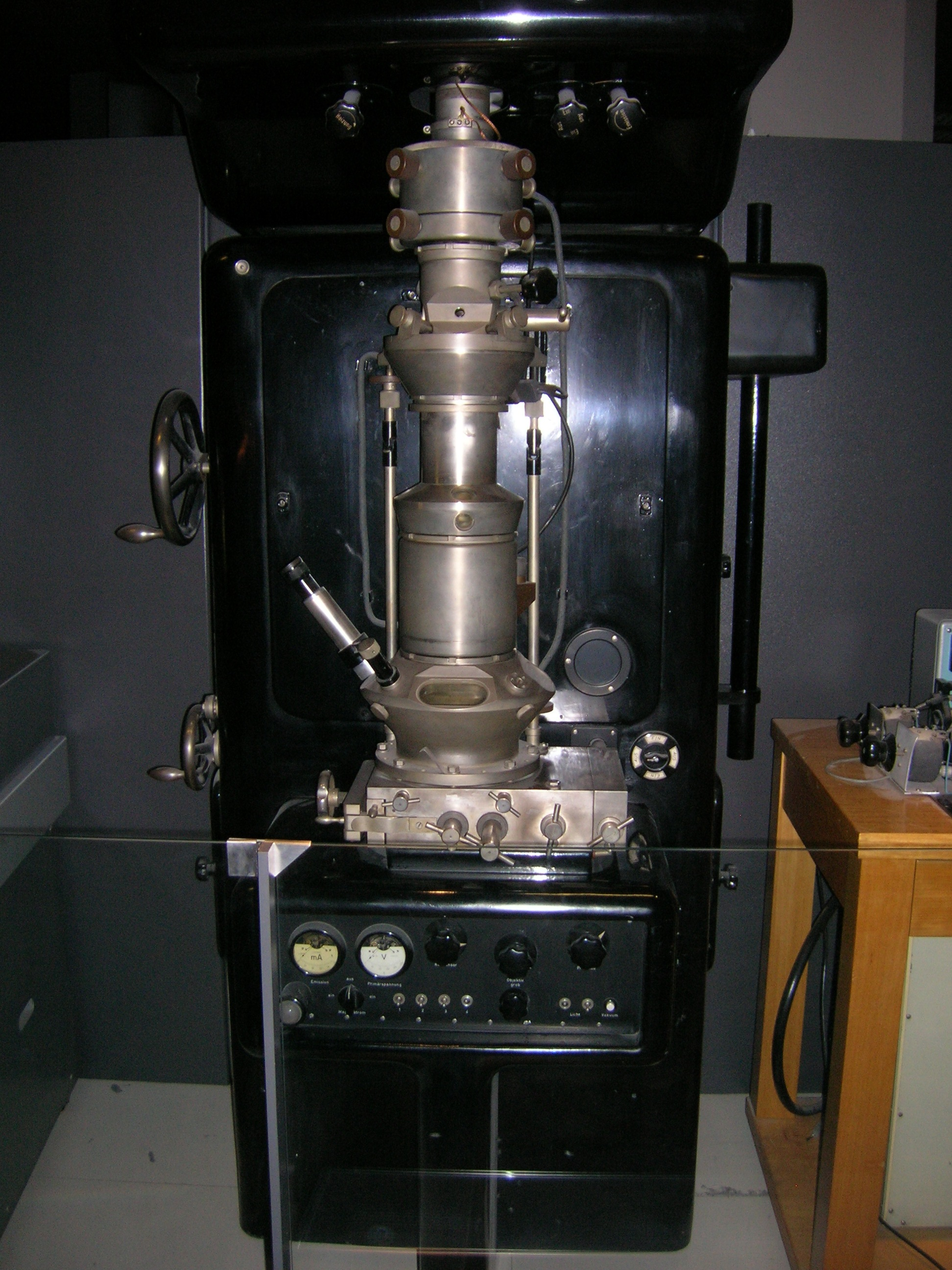
مجهر إلكتروني ألماني

- علم الوراثة: ينفذ بشكل أساسي تحليل الحمض النووي.
- علم الوراثة الخلوية: يتضمن استخدام الدم وخلايا أخرى للحصول على النمط النووي. وهذا يمكن أن يفيد في تشخيص بعض الامراض قبل الولادة (مثل متلازمة داون)، وكذلك في السرطان (بعض أنواع السرطان ذات الكروموسومات الشاذة).
- علم الأمراض الجراحية: يدرس الأجهزة، والأطراف، والأورام، والأجنة، وفحص بعض الانسجة الأخرى التي يتم الحصول عليها اثناء الجراحة مثل جراحات الثدي.

## الأدوات المستخدمة في تشخيص الأمراض السريرية
المجاهر والمحللات والشرائط وأجهزة الطرد المركزي.

### الفحص بالعين المجردة
يعد الفحص البصري للسائل هو المؤشر الأول والأساسي لمتخصص الأمراض السريرية أو الطبيب . لون السائل ودرجة نقائه وكذلك الظروف التي يتم فيها تحليله لها دور كبير في صحة النتيجة النهائية للاختبار .

### الفحص المجهري
التحليل المجهري هو نشاط هام من متخصص الأمراض السريرية ومساعد المختبر حيث أن لديهم العديد من الأصباغ المختلفة تحت تصرفهم (غرام، جروكوت، تسيل-نلسن...). وتستخدم الصبغات المناعية، الكيمياء الخلوية، والكيمياء الخلوية المناعية أيضا من أجل إجراء التشخيص الصحيح.
تسمح هذه المرحلة الطبيب الشرعي لتحديد طبيعة السائل: سواء كان «طبيعي»، يحتوي على أورام، التهابات أو عدوى. في الواقع، يمكن للفحص المجهري في كثير من الأحيان تحديد العامل المسبب للعدوى، بشكل عام هو البكتيريا، والعفن، الخميرة، والطفيليات، وبشكل نادر بعض الفيروسات.

### المحللات
بواسطة جمعية الروبوتات والقياس الطيفي، تم السماح للمتخصصين في هذه العقود الأخيرة بالحصول على أفضل النتائج من أجهزة التحليل، ولا سيما في الكيمياء الحيوية الطبية وأمراض الدم.
يجب أن تكون أن تخضع هذه المحللات لضوابط يومية لضمان نتيجة أفضل بواسطة وحدة مراقبة الجودة. يجب أن تخضع هذه المحللات أيضا يوميا، وأسبوعيا وشهريا للصيانة.

### الثقافة
تمثل جزء كبير في اختبارات علم الأمراض السريرية، بصفة أساسية في علم الأحياء الدقيقة الطبية، ومعرفة الثقافة المجتمعية للمريض تساعد بشكل كبير في تشخيص المرض على سبيل المثال، بوصف واحد أو أكثر من العوامل المعدية المسؤولة من الأعراض المرضية.

## وصلات خارجية
- المنظمة الأمريكية للكيمياء السريرية
- المجتمع الأمريكي للأمراض السريرية
- الكلية الأمريكية لمتخصصي الأمراض السريرية
- الاتحاد الأوروبي للكيمياء السريرية والطب المختبري